# Ilharre
Ilharre [ilaʁ] est une commune française, située dans le département des Pyrénées-Atlantiques en région Nouvelle-Aquitaine.
Le gentilé est Ilhartar.

## Géographie

### Localisation
La commune d'Ilharre se trouve dans le département des Pyrénées-Atlantiques, en région Nouvelle-Aquitaine.
Elle se situe à 86 km par la route de Pau, préfecture du département, à 53 km de Bayonne, sous-préfecture, et à 10 km de Saint-Palais, bureau centralisateur du canton du Pays de Bidache, Amikuze et Ostibarre dont dépend la commune depuis 2015 pour les élections départementales.
La commune fait en outre partie du bassin de vie de Saint-Palais.
Les communes les plus proches sont : 
Labets-Biscay (1,5 km), Gabat (2,4 km), Bergouey-Viellenave (3,7 km), Arbouet-Sussaute (4,0 km), Amendeuix-Oneix (4,2 km), Masparraute (4,2 km), Béguios (5,1 km), Arraute-Charritte (5,3 km).
Sur le plan historique et culturel, Ilharre fait partie de la province de la Basse-Navarre, un des sept territoires composant le Pays basque,. La Basse-Navarre en est la province la plus variée en ce qui concerne son patrimoine, mais aussi la plus complexe du fait de son morcellement géographique. Depuis 1999, l'Académie de la langue basque ou Euskalzaindia divise la Basse-Navarre en six zones,. La commune est dans le pays de Mixe (Amikuze), au nord-est de ce territoire.

### Communes limitrophes
Les communes limitrophes sont  Abitain, Arbouet-Sussaute, Bergouey-Viellenave, Gabat, Labastide-Villefranche et Labets-Biscay.
| Bergouey-Viellenave | Labastide-Villefranche | Abitain          |
| Labets-Biscay       | Ilharre                | Arbouet-Sussaute |
|                     | Gabat                  |                  |

### Hydrographie

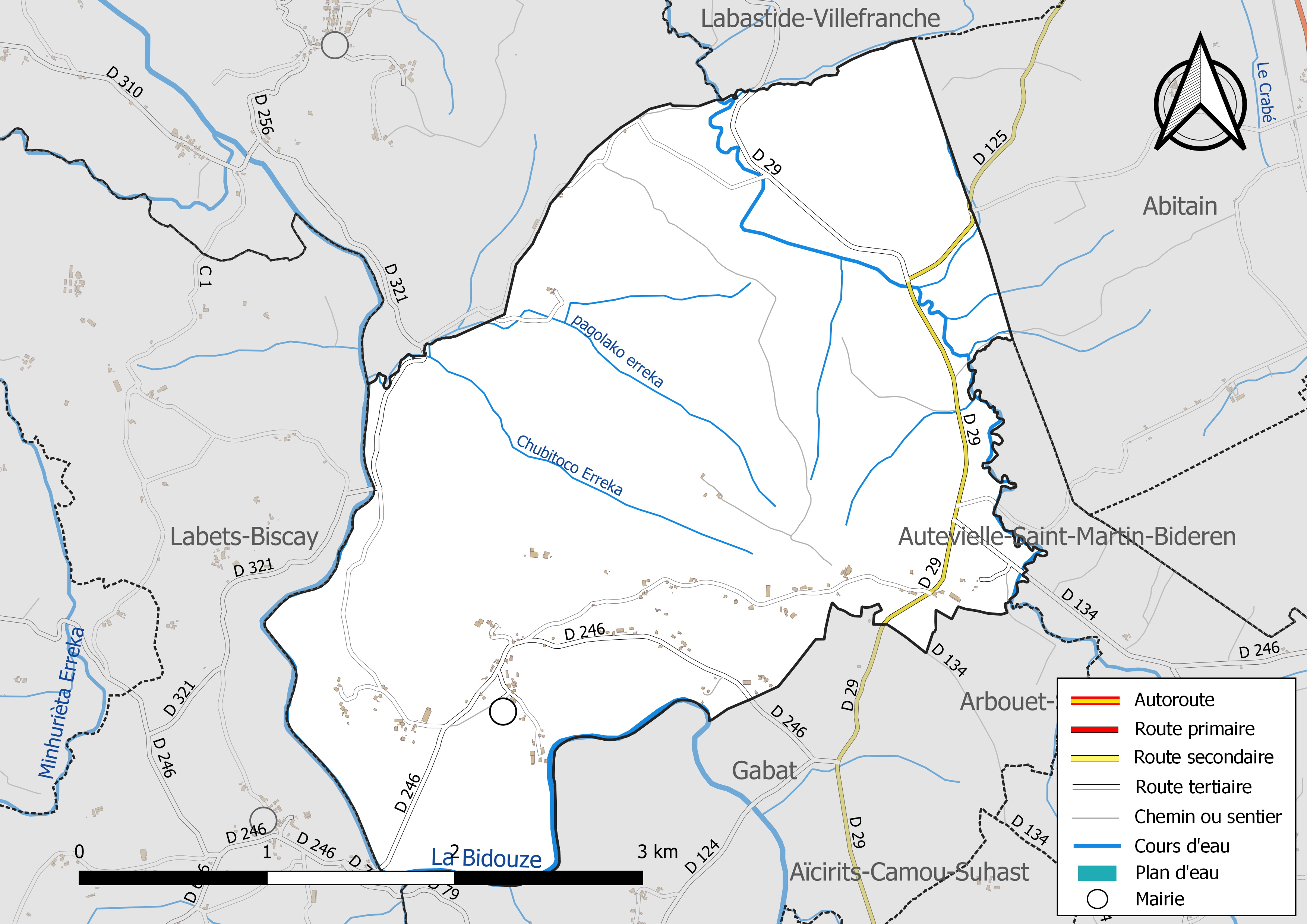
Réseaux hydrographique et routier d'Ilharre.

La commune est drainée par la Bidouze, le Lauhirasse, Chubitoco erreka, pagolako erreka, et par divers petits cours d'eau, constituant un réseau hydrographique de 16 km de longueur totale,.
La Bidouze, d'une longueur totale de 82,2 km, prend sa source dans la commune d'Aussurucq et s'écoule du sud vers le nord. Elle traverse la commune et se jette dans l'Adour à Guiche, après avoir traversé 26 communes.
Le Lauhirasse, d'une longueur totale de 19,1 km, prend sa source dans la commune d'Arbouet-Sussaute et s'écoule du sud-est vers le nord-ouest. Il traverse la commune et se jette dans la Bidouze à Arancou, après avoir traversé 6 communes.

### Climat
Pour des articles plus généraux, voir Climat de la Nouvelle-Aquitaine et Climat des Pyrénées-Atlantiques.
Historiquement, la commune est exposée à un micro climat océanique basque.  
En 2020, Météo-France publie une typologie des climats de la France métropolitaine dans laquelle la commune est exposée à un climat de montagne et est dans la région climatique Pyrénées atlantiques, caractérisée par une pluviométrie élevée (>1 200 mm/an) en toutes saisons, des hivers très doux (7,5 °C en plaine) et des vents faibles.
Pour la période 1971-2000, la température annuelle moyenne est de 13,9 °C, avec une amplitude thermique annuelle de 13,8 °C. Le cumul annuel moyen de précipitations est de 1 368 mm, avec 12,2 jours de précipitations en janvier et 8,3 jours en juillet. Pour la période 1991-2020, la température moyenne annuelle observée sur la station météorologique la plus proche, située sur la commune d'Aïcirits-Camou-Suhast à 6 km à vol d'oiseau, est de 14,3 °C et le cumul annuel moyen de précipitations est de 1 219,1 mm,. Pour l'avenir, les paramètres climatiques de la commune estimés pour 2050 selon différents scénarios d’émission de gaz à effet de serre sont consultables sur un site dédié publié par Météo-France en novembre 2022.

### Milieux naturels et biodiversité

#### Réseau Natura 2000
Le réseau Natura 2000 est un réseau écologique européen de sites naturels d'intérêt écologique élaboré à partir des Directives « Habitats » et « Oiseaux », constitué de zones spéciales de conservation (ZSC) et de zones de protection spéciale (ZPS).
Un site Natura 2000 a été défini sur la commune au titre de la « directive Habitats » : « la Bidouze (cours d'eau) », d'une superficie de 2 570 ha, un vaste réseau hydrographique drainant les coteaux du Pays basque,.

#### Zones naturelles d'intérêt écologique, faunistique et floristique
L’inventaire des zones naturelles d'intérêt écologique, faunistique et floristique (ZNIEFF) a pour objectif de réaliser une couverture des zones les plus intéressantes sur le plan écologique, essentiellement dans la perspective d’améliorer la connaissance du patrimoine naturel national et de fournir aux différents décideurs un outil d’aide à la prise en compte de l’environnement dans l’aménagement du territoire.
Une ZNIEFF de type 2 est recensée sur la commune, : 
le « réseau hydrographique de la Bidouze et annexes hydrauliques » (2 867,4 ha), couvrant 30 communes dont 1 dans les Landes et 29 dans les Pyrénées-Atlantiques.

## Urbanisme

### Typologie
Au 1er janvier 2024, Ilharre est catégorisée commune rurale à habitat très dispersé, selon la nouvelle grille communale de densité à sept niveaux définie par l'Insee en 2022.
Elle est située hors unité urbaine. Par ailleurs la commune fait partie de l'aire d'attraction de Saint-Palais, dont elle est une commune de la couronne,. Cette aire, qui regroupe 25 communes, est catégorisée dans les aires de moins de 50 000 habitants,.

### Occupation des sols

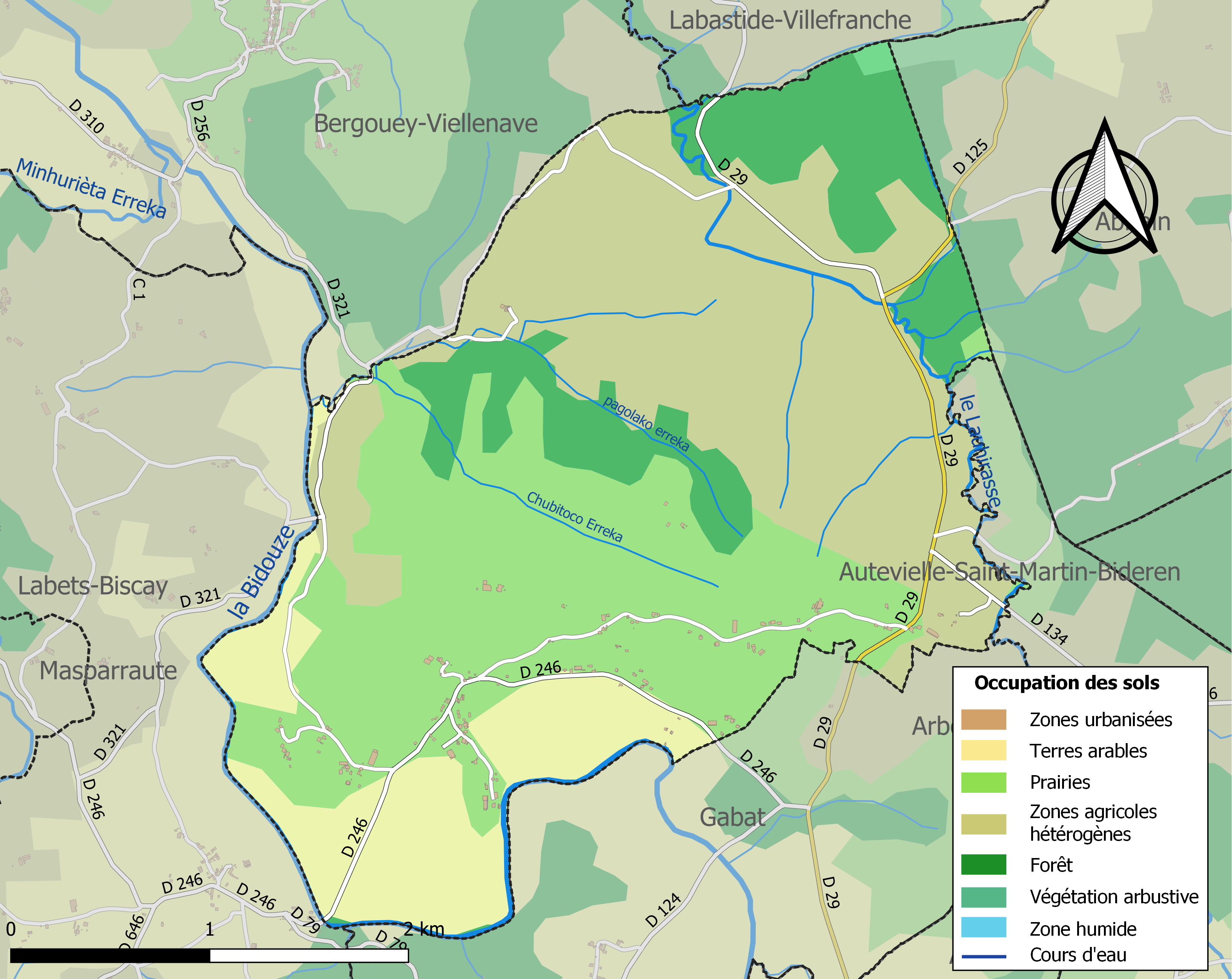
Carte des infrastructures et de l'occupation des sols de la commune en 2018 (CLC).

L'occupation des sols de la commune, telle qu'elle ressort de la base de données européenne d’occupation biophysique des sols Corine Land Cover (CLC), est marquée par l'importance des territoires agricoles (85,4 % en 2018), en augmentation par rapport à 1990 (83,4 %). La répartition détaillée en 2018 est la suivante : 
zones agricoles hétérogènes (38,1 %), prairies (34,5 %), forêts (14,4 %), terres arables (12,8 %), milieux à végétation arbustive et/ou herbacée (0,2 %). L'évolution de l’occupation des sols de la commune et de ses infrastructures peut être observée sur les différentes représentations cartographiques du territoire : la carte de Cassini (XVIIIe siècle), la carte d'état-major (1820-1866) et les cartes ou photos aériennes de l'IGN pour la période actuelle (1950 à aujourd'hui).

### Lieux-dits et hameaux
- Plaça ;
- Egipto.

### Voies de communication et transports
Ilharre est desservie par les routes départementales D 29, D 125 et D 246.

### Risques majeurs
Le territoire de la commune d'Ilharre est vulnérable à différents aléas naturels : météorologiques (tempête, orage, neige, grand froid, canicule ou sécheresse), inondations et séisme (sismicité moyenne). Un site publié par le BRGM permet d'évaluer simplement et rapidement les risques d'un bien localisé soit par son adresse soit par le numéro de sa parcelle.
Certaines parties du territoire communal sont susceptibles d’être affectées par le risque d’inondation par une crue torrentielle ou à montée rapide de cours d'eau, notamment la Bidouze et le Lauhirasse. La commune a été reconnue en état de catastrophe naturelle au titre des dommages causés par les inondations et coulées de boue survenues en 1982, 1983, 2009 et 2014,.

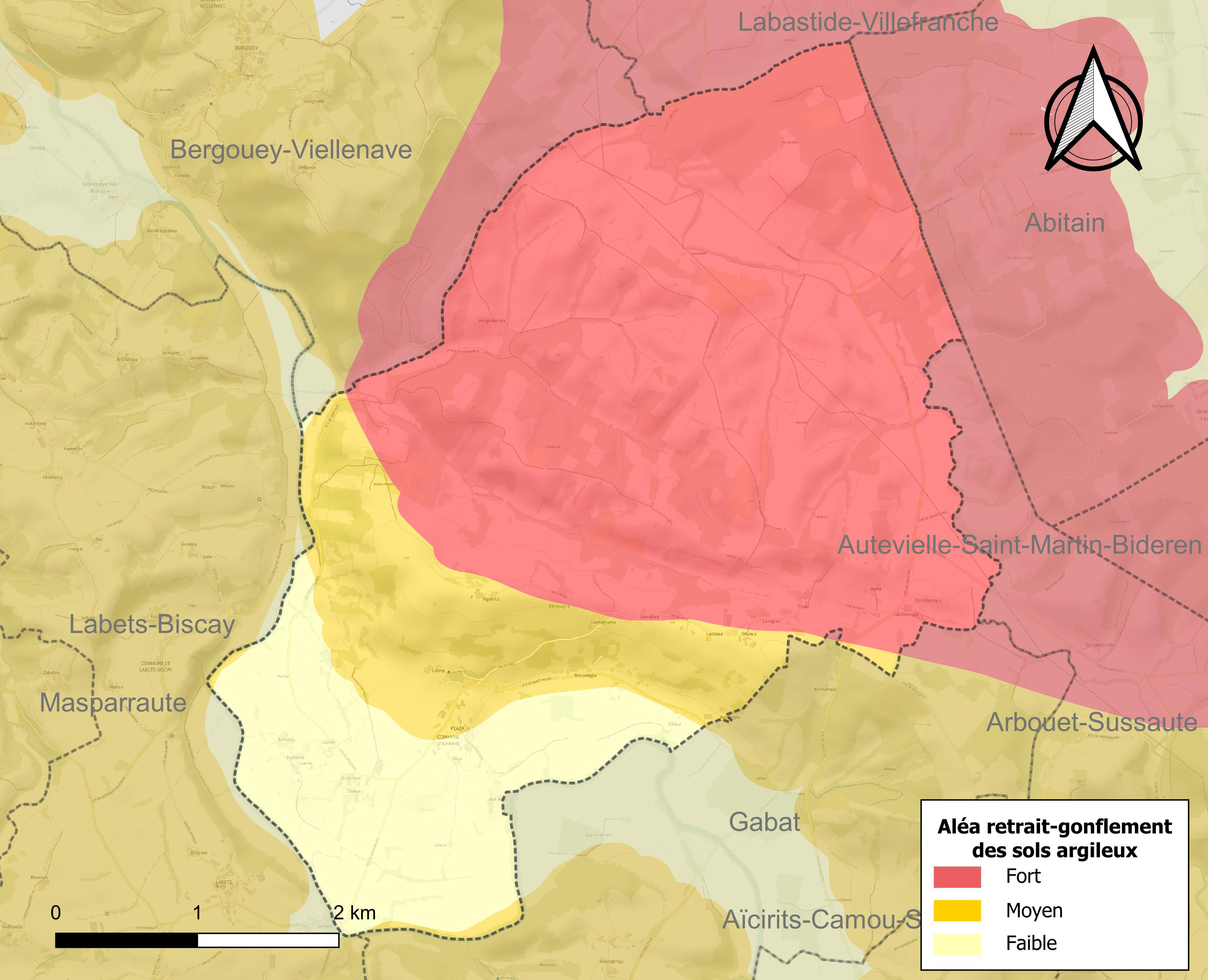
Carte des zones d'aléa retrait-gonflement des sols argileux d'Ilharre.

Le retrait-gonflement des sols argileux est susceptible d'engendrer des dommages importants aux bâtiments en cas d’alternance de périodes de sécheresse et de pluie. 82 % de la superficie communale est en aléa moyen ou fort (59 % au niveau départemental et 48,5 % au niveau national). Depuis le 1er octobre 2020, en application de la loi ELAN, différentes contraintes s'imposent aux vendeurs, maîtres d'ouvrages ou constructeurs de biens situés dans une zone classée en aléa moyen ou fort,.

## Toponymie

### Attestations anciennes
Le toponyme Ilharre apparaît sous les formes 
Sanctus Laurentius de Brucoe, Bruchoe, Brucue (1160), 
Ylarra (1268), 
Ilharre,
Illarre (1350), 
Ilharre (1413), 
Ilarre (1513, titres de Pampelune), 
Ylharra (1519, titres de Soule), 
Ylharre et Ylarre (1621, Martin Biscay).

### Étymologie
Selon Jean-Baptiste Orpustan, Ilharre signifie la bruyère.

### Graphie basque
Son nom basque actuel est Ilharre.

## Histoire
À Ilharre, en 1370, s'est tenu le plus ancien procès en sorcellerie de l'ancien royaume de Navarre.

## Politique et administration
| Période                                  | Période  | Identité             | Étiquette | Qualité |
| ---------------------------------------- | -------- | -------------------- | --------- | ------- |
| avant 1988                               | ?        | Dominique Etchégaray |           |         |
| 1995                                     | 2014     | Étienne Etchart      |           |         |
| 2014                                     | En cours | Jean-Louis Etchart   |           |         |
| Les données manquantes sont à compléter. |          |                      |           |         |

### Intercommunalité
La commune appartient à six structures intercommunales :
- la communauté d'agglomération du Pays Basque ;
- le syndicat AEP du pays de Mixe ;
- le syndicat d’énergie des Pyrénées-Atlantiques ;
- le syndicat de ramassage scolaire d'Amendeuix-Oneix et Gabat ;
- le syndicat intercommunal pour le fonctionnement des écoles d'Amikuze ;
- le syndicat intercommunal pour le soutien à la culture basque.

## Population et société

### Démographie
En 1350, 11 feux sont signalés à Ilharre.
Le recensement à caractère fiscal de 1412-1413, réalisé sur ordre de Charles III de Navarre, comparé à celui de 1551 des hommes et des armes qui sont dans le présent royaume de Navarre d'en deçà les ports, révèle une démographie en forte croissance. Le premier indique à Ilharre la présence de six feux, le second de 37 (35 + 2 feux secondaires).

Le recensement de la population de Basse-Navarre de 1695 dénombre 34 feux à Ilharre.
L'évolution du nombre d'habitants est connue à travers les recensements de la population effectués dans la commune depuis 1793. Pour les communes de moins de 10 000 habitants, une enquête de recensement portant sur toute la population est réalisée tous les cinq ans, les populations de référence des années intermédiaires étant quant à elles estimées par interpolation ou extrapolation. Pour la commune, le premier recensement exhaustif entrant dans le cadre du nouveau dispositif a été réalisé en 2004.

En 2022, la commune comptait 150 habitants, en évolution de −3,85 % par rapport à 2016 (Pyrénées-Atlantiques : +3,78 %, France hors Mayotte : +2,11 %).
| 1793 | 1800 | 1806 | 1821 | 1831 | 1836 | 1841 | 1846 | 1851 |
| ---- | ---- | ---- | ---- | ---- | ---- | ---- | ---- | ---- |
| 361  | 300  | 388  | 394  | 444  | 446  | 400  | 430  | 404  |

| 1856 | 1861 | 1866 | 1872 | 1876 | 1881 | 1886 | 1891 | 1896 |
| ---- | ---- | ---- | ---- | ---- | ---- | ---- | ---- | ---- |
| 364  | 356  | 359  | 340  | 345  | 306  | 280  | 271  | 291  |

| 1901 | 1906 | 1911 | 1921 | 1926 | 1931 | 1936 | 1946 | 1954 |
| ---- | ---- | ---- | ---- | ---- | ---- | ---- | ---- | ---- |
| 301  | 298  | 310  | 238  | 234  | 203  | 226  | 224  | 185  |

| 1962 | 1968 | 1975 | 1982 | 1990 | 1999 | 2004 | 2006 | 2009 |
| ---- | ---- | ---- | ---- | ---- | ---- | ---- | ---- | ---- |
| 160  | 169  | 157  | 158  | 146  | 135  | 131  | 132  | 136  |

| 2014 | 2019 | 2022 | - | - | - | - | - | - |
| ---- | ---- | ---- | - | - | - | - | - | - |
| 148  | 145  | 150  | - | - | - | - | - | - |

## Économie
La commune fait partie de la zone d'appellation de l'ossau-iraty.

## Culture locale et patrimoine

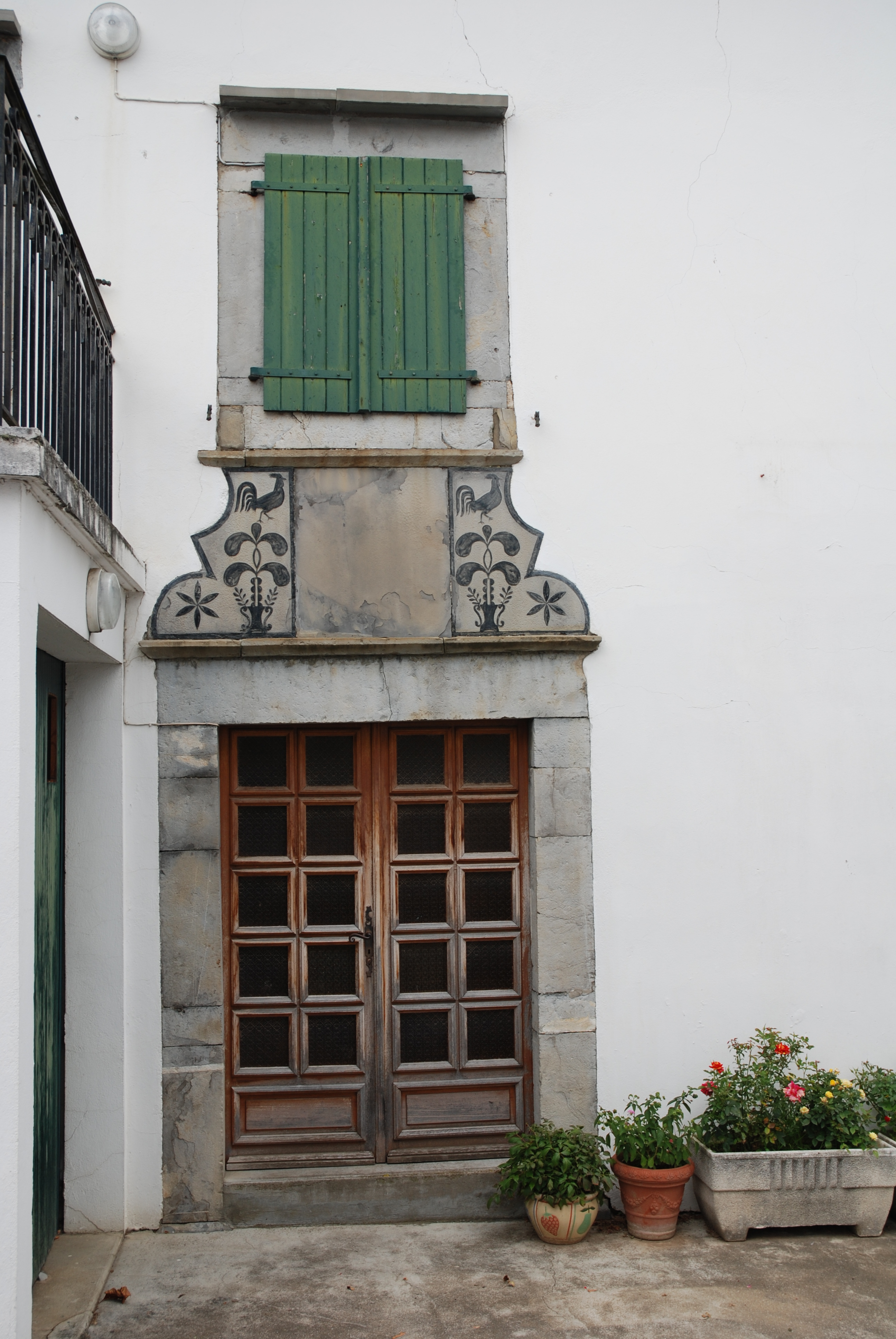
Porte bouteille.

### Patrimoine religieux
L'église Saint-Laurent du XVIIe.

## Équipements
Éducation
Amendeuix, Gabat, Ilharre et Labets-Biscay se sont associées pour créer un regroupement pédagogique intercommunal (RPI).

## Héraldique
| Blason de Ilharre | Blason  | Coupé ondé mi-parti en chef : au 1 de gueules aux chaînes d'or posées en croix, sautoir et orle, au 2I d'or au gril de sable, la poignée en bas, au 3 d'azur à la fasce ondée d'argent. |
| Blason de Ilharre | Détails | Créé par JF Binon. Blason sur l'application PanneauPocket, 2024 |